# Carmel Budiardjo
 (juillet 2021).
Si vous disposez d'ouvrages ou d'articles de référence ou si vous connaissez des sites web de qualité traitant du thème abordé ici, merci de compléter l'article en donnant les références utiles à sa vérifiabilité et en les liant à la section « Notes et références ».
Carmel Budiardjo, née Brickman le 18 juin 1925 et morte le 10 juillet 2021, est une militante britannique de la défense des droits de l'Homme.
Diplômée de l'Université de Londres en économie, en 1946, elle arrive en Indonésie en 1951. Elle y épouse un Indonésien qui est emprisonné par le dictateur Soeharto. Il passe douze années en prison, sans jugement. Carmel Budiardjo est elle-même emprisonnée durant trois années, puis obligée de quitter l'Indonésie en 1971.
En 1973, elle est parmi les fondateurs de TAPOL, une ONG de défense des prisonniers politiques indonésiens dont elle est aujourd'hui la directrice. Elle est en particulier intervenue pour défendre les droits de la population de l'ancienne colonie portugaise de Timor oriental, occupée par l'Indonésie de 1975 à 1999.
Elle est membre du comité de parrainage du Tribunal Russell sur la Palestine dont les travaux ont été présentés le 4 mars 2009.
Elle décède le 10 juillet 2021 à l'âge de 96 ans.